# 花豹耳螺
花豹耳螺（学名：Pythia pantherina），又名豹女教士螺，是耳螺目耳螺科扁耳螺属的一种。扁耳螺屬過往曾經屬於基眼目及原始有肺目，今屬真有肺類。
分佈於南中國海一帶的潮间带岩礁上，主要分佈於台湾，也分佈於海南岛、日本、菲律宾等。